# Рейнська область
50°16′37″ пн. ш. 6°51′39″ сх. д. / 50.276989° пн. ш. 6.860735° сх. д.

Традиційний герб

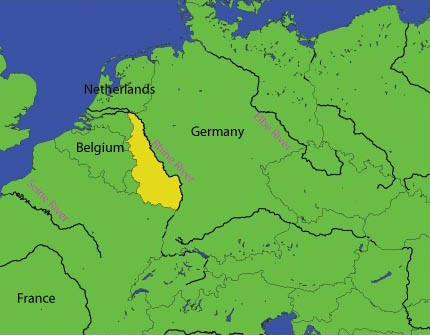
Рейнська область на карті Європи

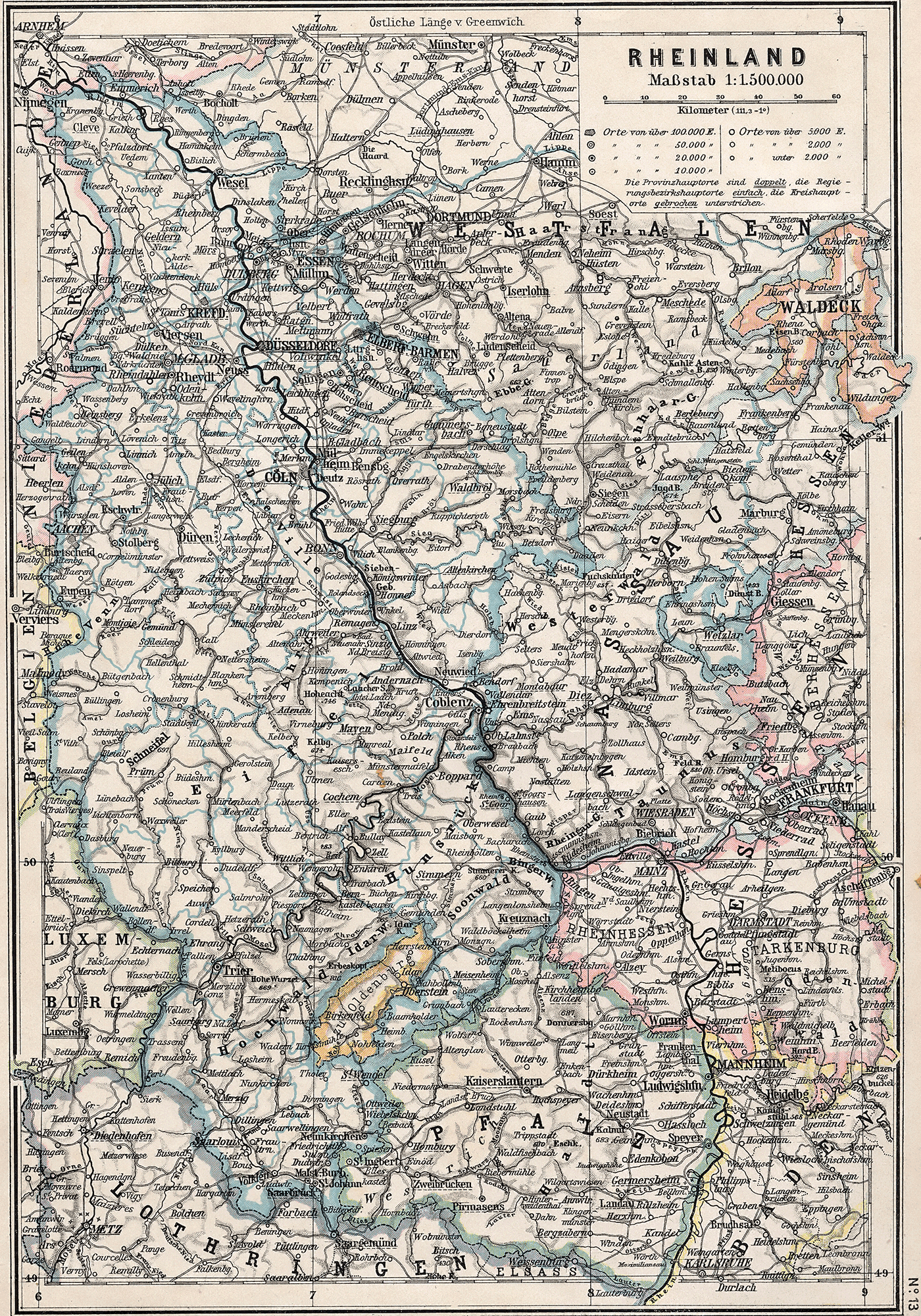
Карта Прусського Надрейння (1905 рік).

Ре́йнська о́бласть, Рейнланд, Райнланд, Рейнландія, Надрайння (нім. Rheinland) — історична область у середній та нижній течії Рейну, розташована в межах сучасної Німеччини (землі Рейнланд-Пфальц та Північний Рейн-Вестфалія).

## Географія
Рейнська область у землі Північний Рейн-Вестфалія межує на півночі й заході з Нідерландами, на південному заході — з Бельгією та на сході — з Вестфалією. Частина Рейнської області, що розташована в землі Рейнланд-Пфальц, межує на заході з Бельгією та Люксембургом, на південному заході — з Сааром (що колись входив до Рейнської області) та на півдні — з Північнопфальцьким Бергландом та Рейнсько-гессенською Швейцарією. На сході Рейнська область межує з землею Гессен, на північному сході — з Вестфалією. Найвища точка Рейнської області — гора Ербескопф (816 м), що розташована в Гунсрюку.

## Історія
Надрейння в політико-адміністративному відношенні до Наполеонівських війн вирізнялося великою строкатістю: тут були перемішані володіння церковних прелатів (архієпископів Кельньких, Майнцьких та Трірьких), Юліх-Клеве-Берзьке герцогство із залежними від нього графствами, феоди нащадків рейнграфів (Зальмський дім) та вільні імперські міста (як, наприклад, Аахен).
Після Базельського миру (1795) землі на захід від Рейну були реорганізовані французами в Цисрейнську республіку, яку невдовзі було розділено на департаменти та включено до складу Французької імперії. Церковні володіння зазнали секуляризації, світські володарі — медіатізації. 1806 року державні утворення на протилежному березі Рейну уклали Рейнський союз.
1822 року прирейнські землі були об'єднані в Рейнську провінцію Пруссії зі столицею в Кобленці. Ця провінція з видозмінами проіснувала до 1946 року.
За результатами Першої світової війни Рейнська область була демілітарізована, Саар — переданий під управління Ліги Націй, Ейпен та Мальмеді відійшли до Бельгії. У грудні 1918 року війська Антанти відповідно до Комп'єнського перемир'я почали окупацію Рейнської області. Війська Антанти також зайняли стратегічні плацдарми на східному березі Рейну радіусом 18 миль, кожний з центрами в містах Кельн (Велика Британія), Кобленц (США) та Майнц (Франція). Через помилку в картографуванні зон французька та американська зони не перетиналися і в результаті між ними утворився своєрідний «розрив» на східному березі Рейну, в якому 1919 року було проголошено Вільну державу Флашенхальс.
У березні 1920 року у відповідь на Рурське повстання частини рейхсверу вторглися в Рурський регіон та зав'язала бої з Рурською Червоною Армією. У відповідь на вступ німецьких військ у демілітаризовану зону, французькі війська перейшли Рейн і окупували Франкфурт-на-Майні, Дармштадт та Ганау, а потім Дуйсбург та Гомбург. Ці війська були виведені зі згаданих міст лише в травні 1920 року.
У березні 1921 року у зв'язку з небажанням Німеччини сплачувати репарації війська Антанти зайняли Дуйсбург, Рурорт та Дюссельдорф і залишалися там до вересня 1921 року, Через невиконання Німеччиною зобов'язань з виплати репарацій у січні 1923 року французькі та бельгійські війська знову окупували Рурську область та залишалися там до 1926 року.
У 1919–1923 роки рейнськими сепаратистами, що мали підтримку Франції, було здійснено декілька спроб відторгнення Рейнської області від Німеччини та проголошення її незалежною республікою. Проте 1925 року після укладення Локарнського договору, що встановлював гарантії європейських кордонів, які склалися за підсумками Першої світової війни, рух рейнських сепаратистів зійшов нанівець.
Війська держав Антанти залишалися на території Рейнської області до 1930 року. Після приходу до влади Гітлера (1933) до Німеччини було приєднино Саар (1935), а в Рейнській області відбулася однобічна мілітаризація (1936), яка стала прологом до розв'язання Другої світової війни.
Після Другої світової війни Рейнську область було розформовано. Аграрні райони на півдні (відомі своїми рейнськими винами) увійшли до складу землі Рейнланд-Пфальц, а промисловий Рур (район видобутку вугілля та важкої промисловості) виділився в землю Північний Рейн-Вестфалія. Місто Ветцлар стало частиною землі Гессен.

## Культура
Рейнська область багата культурними пам'ятками, декілька з яких потрапили до Списку Світової спадщини ЮНЕСКО:
- 1978: Аахенський собор в Аахені.
- 1984: Замок Аугустусбург та Фалькенлуст в Брюлі.
- 1986: Римський Трір (Augusta Treverorum) з брамою Порта Нігра, амфітеатром, імператорськими термами, Базилікою святого Костянтина, собором та церквою Лібфрауенкірхе.
- 1996: Кельнський собор в Кельні.
- 2001: Шахта «Цольферайн» в Ессені.
- 2002: Долина Середнього Рейну між Бінгеном та Кобленцом.
- 2005: Укріплені рубежі Римської імперії завдовжки 550 км між Райнбролем та Айнінгом.